# Heliocopris neptuniformis
Heliocopris neptuniformis là một loài bọ cánh cứng trong họ Bọ hung (Scarabaeidae).